# پیتر کورمان
پیتر کورمان (به انگلیسی: Peter Kormann) ژیمناست زادهٔ ۲۱ ژوئن ۱۹۵۵ میلادی اهل کشور ایالات متحده آمریکا است.